# Burg Haisterhofen
Die Burg Haisterhofen ist eine abgegangene mittelalterliche Burg an der Stelle der Kirche in Haisterhofen, einem Ortsteil des Stadtteils Röhlingen von Ellwangen im Ostalbkreis in Baden-Württemberg. Vermutlich lag der ehemalige Wirtschaftshof östlich der Kirche.
1324 wurde die Burg erstmals mit dem Ritter Diemar von Haisterhofen erwähnt. Weitere Erwähnungen fanden 1372 und 1381 statt. Von der ehemaligen Burganlage ist nichts erhalten.